# Чибисов, Константин Владимирович
Константин Владимирович Чи́бисов (17 февраля [1 марта] 1897 год, Москва — 31 декабря 1988 года, Москва) — советский физикохимик, специалист в области фотохимии и научной фотографии. Член-корреспондент АН СССР по Отделению химических наук, специализация «фотохимия, технология светочувствительных материалов» с 4 декабря 1946 года, Заслуженный деятель науки и техники РСФСР (1945), профессор по специальности «неорганическая и аналитическая химия» (1945), инженер-полковник (1943), действительный член Русского фотографического общества (1918), член Союза кинематографистов СССР (1967). Область научных интересов: исследование соединений кобальта тетрааминового и диэтилендиаминового рядов и их комплексов (нитратов, бромидов и др.), теория светочувствительности фотоэмульсий, химия фотографического процесса и др. Исследовал физико-химическую сущность процесса получения светочувствительных фотографических эмульсий и природу фотографической чувствительности. Развил спектрофотометрические методы исследования комплексных соединений (1927). Разработал макрокинематографический способ исследования процесса проявления (1930). Установил механизм взаимодействия хемосорбированных частиц с дефектами поверхности кристаллов (1970—1975). Разработал проявитель Чибисова. Один из основателей Научно-исследовательского ордена Трудового Красного Знамени кинофотоинститута и исполняющий обязанности директора института в 1934 году. Племянник (по матери) протоиерея Н. Л. Давыдова, служившего в церкви во имя Успения Пресвятой Богородицы села Онуфриево Никольской волости Рузского уезда. Брат учёного в области геофизики и религиозного деятеля С. В. Чибисова. Отец художника кино Л. К. Чибисова и учёного в области физической химии А. К. Чибисова, дядя (по матери) специалиста в области уголовного и исправительно-трудового законодательства Н. А. Стручкова, дядя (по отцу) оператора киностудии имени М.Горького В. Г. Чибисова и свояк оператора киностудии Центрнаучфильм А. А. Пулина. Похоронен в семейном захоронении на 17 участке Даниловского кладбища города Москвы.

## Биография

### Детские годы. Увлечение фотографией.
К. В. Чибисов родился в 1897 году в Москве в семье механика-самоучки Владимира Ивановича Чибисова (1854—1923), демобилизовавшегося в 1882 году со срочной службы на Балтийском флоте и поступившего по рекомендации А. Г. Столетова на работу механиком в кабинет физических демонстраций Физического института Московского университета, а позднее, в 1889 году создавшего Торговый Дом «И. А. Стручков и В. И. Чибисов» — «первый электротехнический завод, созданный русскими инженерами», поставлявший динамо-машины для предприятий мукомольной промышленности. В разные годы на заводе работало до 50 человек., в частности, в 1914 году на заводе трудилось 45 человек, которые 7 июля приняли участие в забастовке против расстрела путиловцев, в 1913 году годовой оборот предприятия составлял 30000 ₽
Крещён 21 февраля 1897 года в московской церкви Георгия Победоносца, что на Красной горке. Таинство совершил священник Николай Скворцов, а восприемниками были: крестьянин деревни Старая Тяга Можайского уезда Московской губернии Иван Алексеевич Стручков и московская II гильдии купеческая жена Варвара Ивановна Бункина.
В 1904 году К. В. Чибисов поступил в Петропавловское реальное училище в Москве. Затем, по причине того, что в Петропавловском училище имелись коммерческие, а не желаемые технические классы в 1912 году он перешёл в реальное училище В. П. Никитина на Плющихе, которое окончил с отличием в 1915 году. С детских лет он проявлял интерес к естественным и точным наукам. Он с увлечением занимался ботаникой и энтомологией, собирал гербарии и коллекции бабочек, выращивал тюльпаны и гиацинты.
Позднее его привлекли химия и фотография, которой он начал заниматься с 1909 года с помощью наставника — близкого друга отца И. Ф. Усагина. Сначала он фотографировал заводским фотоаппаратом на роликовую плёнку и пластинки 13х18 см, применяя горизонтальный проекционный фонарь и оптическую скамью. Затем он проникся интересом к цветной фотографии: работал с растровыми пластинками Люмьера; использовал трёхцветный субтрактивный метод, освоил пигментный процесс и озобром.
Однако, за отсутствием необходимых лабораторных условий, результаты не были удовлетворительны. Будучи в последнем классе реального училища, Чибисов обратился к методу Липпмана и получил снимки призматического спектра, впоследствии высоко оценённые А. Ф. Иоффе. Кроме снимков спектра, известны его снимки имения князя Волконского Суханово, усадеб Горки Ленинские, Царицыно, Коломенское и др.

### Научная и педагогическая деятельность
Сложившиеся научные интересы К. В. Чибисова способствовали его поступлению в 1915 году в Петроградский политехнический институт императора Петра Великого. Не без влияния отца он поступил на кораблестроительное отделение, где окончил лишь первый курс, проучившись с 1 сентября 1915 года по 26 августа 1916 года получив хорошую подготовку по математике, физике и химии (лекции по химии читал Н. С. Курнаков, практическими занятиями руководил Г. Г. Уразов). Также им были прослушаны лекции по устройству паровых котлов и машин, теории корабля, корабельной архитектуре и фабричной гигиене.
Раздел молекулярной физики и оптики читал А. Ф. Иоффе, которому К. В. Чибисов показал свои цветные снимки, и Абрам Фёдорович предложил Чибисову работать в его лаборатории по теме фотоионизация паров металлов. Механику, теплотехнику и электротехнику читал директор института профессор В. В. Скобельцын.
Его студенческим другом и первым наставником в науке был П. Л. Капица.
Из-за призыва в Русскую императорскую армию на фронт Первой мировой войны получение высшего образования Константином Владимировичем было приостановлено до 1918 года, когда он поступил на физико-математический факультет Московского государственного университета, который окончил в 1922 году. К. В. Чибисов слушал лекции Н. Д. Зелинского (органическая химия), И. А. Каблукова (физическая химия), А. В. Раковского (химическая термодинамика), Н. А. Изгарышева (электрохимия), А. М. Беркенгейма (электронная химия) и А. Е. Успенского (стереохимия). В мае 1918 года он направлял в Петроградский Политехнический институт уведомление о своём желании вернуться к обучению в институте, но к июлю определился с поступлением в Московский университет.
После окончания университета в 1922—1924 гг. он работал научным сотрудником Научно-исследовательского института химии при физико-математическом факультете. В 1930—1931 гг. он состоял доцентом кафедры аналитической химии химического факультета. Впоследствии профессор МГУ (1950), заведующий кафедрой учебной и научной фотографии и кинематографии (1951—1970). Профессор-консультант при кафедре научной фотографии (1970—1983).

#### Хронология
- 1918—1920 — преподаватель Общеобразовательных курсов Рязано — Уральской железной дороги.
- сентябрь—декабрь 1918 — чертёжник-статистик управления городских железных дорог Московской городской управы[31].
- 1920—1922 — преподаватель Московских высших Голицынских сельскохозяйственных женских курсов.
- 16 ноября 1920 — 01 февраля 1921 — штатный ассистент кафедры общей химии Коммунистического сельскохозяйственного университета имени Я. М. Свердлова при ВЦИК[32]
- 1927 г. — преподаватель фотографических курсов Московского губернского совета профессиональных союзов[33]
- 1928—1930 — член Оргкомитета при НТО ВСНХ по организации НИКФИ[34], а также член оргбюро с января 1935 по август 1941 года[31].
- 1930—1966 — работа в НИКФИ, основатель, и. о. директора (1934), заместитель директора и начальник химико-фотографического сектора, председатель химико-фотографической секции научно-технического совета, заведующий эмульсионной лабораторией, руководитель сенситометрической группы. На протяжении многих лет учёный занимался формированием библиотечного фонда института[35].
- Ноябрь 1931 — апрель 1933 года — доцент 2-го Московского химико-технологического института (с 1933 МХТИ имени Д. И. Менделеева, где «читал курс теории фотографических процессов»[36]).
- 1942—1944 — начальник аэрофотографической группы Постоянной комиссии применения аэросъёмки в области геологических, географических и других работ Института географии Отделения геолого-географических наук АН СССР[37].
- 1952 — Председатель комиссии АН СССР по обследованию деятельности Лаборатории научно-прикладной фотографии и кинематографии Института истории естествознания Отделения истории и философии АН СССР[38].
- 1962—1977 работал заведующим группой Государственного научно-исследовательского и проектного института химико-фотографической промышленности министерства химической промышленности СССР.
- Много лет (1937—1941, 1947—1955) вёл преподавательскую деятельность на кафедре общей химии инженерного факультета Сельскохозяйственной академии им. К. А. Тимирязева в должности старшего ассистента (август 1922 — январь 1930 года) и Московском технологическом институте пищевой промышленности, где заведовал кафедрой неорганической химии технологического факультета[39][40].
- 1930—1940 — Председатель комиссии по фотографической сенситометрии Комитета по делам кинематографии при СНК СССР.
- 1948—1978 — Председатель Комиссии АН СССР по химии фотографических процессов[41][42].
- 1951—1988 — Главный редактор серии «Успехи научной фотографии»[43].
- 1955—1988 — Основатель и главный редактор «Журнала научной и прикладной фотографии и кинематографии»[44][45].
- Член редакционной коллегии журнала «Советское фото».
- 1973—1988 — Член редакционной коллегии журнала «Journal für Signalaufzeichnungsmaterialen».
- 1974 — Почётный президент Международного комитета по научной фотографии.
- 1978—1988 — Председатель Научного совета АН СССР по проблеме «Фотографические процессы регистрации информации» (до 1978 — Комиссия АН СССР по химии фотографических процессов).

### Общественная деятельность
- 1918 — избран действительным членом Русского фотографического общества в Москве по секции научной и технической фотографии[46][47].
- 1928 — награждён почётным дипломом выставки «Советская фотография за 10 лет», проходившей в Москве с 4 марта по 17 апреля «за научно-исследовательскую работу в области скрытого фото-изображения, в частности за координатный метод нахождения зерна в поле зрения микроскопа»[48].[49]
- 1933 — член организационного бюро Всесоюзного научно-инженерно-технического общества кинофотопромышленности[50], на первой Всесоюзной конференции по научной фотографии, созванной ГОИ и работавшей в период с 24 по 29 ноября 1932 года было постановлено: «организовать при секторе науки Госплана СССР ассоциацию по научной фотографии»[51] в оргкомитет которой вошли профессора (будущие Член-корреспонденты АН СССР) Т. П. Кравец, А. И. Рабинович и К. В. Чибисов
- 1934 — состоял членом Всесоюзной комиссии (под председательством А. С. Енукидзе) по организации празднования XV летия со дня подписания В. И. Лениным декрета о национализации кинематографии[52].
- февраль 1938 — август 1941 член бюро секции научных работников Союза кинофотоработников.
- 1940 — избран членом Всесоюзного химического общества имени Д. И. Менделеева.
- 1942 — избран почётным членом Королевского фотографического общества Великобритании (The Royal Photographic Society).
- 1949—1952 — член правления Московского отделения Всесоюзного общества по распространению политических и научных знаний (ныне общество «Знание»).
- 1949—1960 — член Экспертной комиссии по фотографии и кинематографии Высшей аттестационной комиссии.
- 1951—1953 — член химической секции Комитета по Сталинским премиям при Совете Министров СССР в области науки, военных знаний и изобретательства.
- 1957 — избран членом-корреспондентом Немецкого общества фотографии[53].
- 1977 — избран почётным членом Общества научной фотографии и фототехнологии Японии.
- Письма спорят: О совершенствовании системы аттестации научных кадров. — Литературная газета, 1978, 20 декабря, с. 13.
- 1983 — избран почётным членом Американского общества учёных и инженеров по фотографии.

### Военная служба
- 1916—1917 — служба в Русской императорской армии. Чибисов был призван на военную службу в РИА из Петроградского политехнического института, обучался в III московской школе прапорщиков, расположенной в Александровских казармах на Павловской улице[54]; был подпоручиком 55-го Подольского пехотного полка 14-й Пехотной дивизии Одесского ВО, а впоследствии служил в 776-м Кустанайском пехотном полку 194-й Пехотной дивизии[55], входившей в состав 45-го армейского корпуса 9-й армии Румынского фронта.
- 1918—1930, 1940—1949 — служба в Красной и Советской армии. Чибисов работал:
  - 1918 — старшим фотографом в Рязанской авиагруппе, базировавшейся в Тамбове;
  - 1919—1920 — химиком-лаборантом Центрального аэрофотопарка ВВС РККА;
  - 1920—1925 — штатным преподавателем II отделения Высшей Аэросъёмочно-фотограмметрической школы Рабоче-Крестьянского Красного Воздушного Флота имени НКПС, где преподавал основы фотохимии, теорию фотографического процесса и фотоматериаловедение, там же преподавал (математику и физику) и С. В. Чибисов[56];
  - 1925—1930 — заведующим химической лабораторией Аэрофотограмметрического научно-опытного института[57];
  - старшим инженером (заведующим 16 отделением 9 отдела) научно-испытательного института ВВС РККА (ныне ГЛИЦ)[58];
  - С ноября 1941 по август 1944 года являлся старшим преподавателем кафедры аэрофотослужбы факультета авиационного оборудования Военно-воздушной инженерной академии имени Н. Е. Жуковского[59];
- 1936—1941 — служба в НКВД СССР (научный консультант Центрального научно-исследовательского института геодезии, аэрофотосъёмки и картографии Главного управления государственной съёмки и картографии НКВД СССР (ныне ЦНИИГАиК).

#### Звания
- 1926 — присвоена 9 воинская категория;
- 1940 — присвоено воинское звание военинженер 1-го ранга;
- 1942 — присвоено воинское звание инженера-подполковника;
- 1943 — присвоено воинское звание инженера-полковника.

## Научные достижения
Фундаментальные исследования К. В. Чибисова по теории синтеза фотографических эмульсий принадлежат к важным достижениям мировой науки. Они заложили основу создания и успешного развития химико-фотографической промышленности и производства материалов для спектроскопии и астрофотографии, микроэлектроники, регистрации быстропротекающих процессов и для других областей науки и техники. Особый интерес представляют работы учёного по установлению природы скрытого изображения и механизма фотографической светочувствительности эмульсионных микрокристаллов, проведённые им исследования взаимосвязи между спектральной светочувствительностью и примесными центрами, механизма влияния внутренних и поверхностных нарушений микрокристаллов на светочувствительность эмульсионного слоя и роли тонкой структуры примесного спектра поглощения галогенидов серебра. Его исследования охватывают все этапы фотографического процесса — синтез эмульсий, фотолиз и проявление. Экспериментальные работы К. В. и его теоретические обобщения привели к важнейшему выводу о химическом единстве всех этапов фотографического процесса.

### Химиякомплексных соединений
Используя спектрофотометрический метод, К. В. Чибисов исследовал спектры поглощения соединений кобальта тетрааминового и диэтилендиаминового рядов и их комплексы различного строения (нитраты, сульфаты, бромиды, иодиды).
Проведённые исследования однозначно показали, что оптические свойства соединений определяются составом и строением ядра комплекса, содержащего определённое число адлендов.
При исследовании спектров поглощения цис- и транс- дихлор- и диаквасоединений диэтилендиаминового ряда К. В. доказал различную устойчивость цис- и транс- изомеров: для заместителей одинаковой природы устойчивы транс- изомеры, а для заместителей различной природы (например Cl и Н2O) устойчива цис- форма.
Исследованию реакций замещения во внутренней сфере комплексов кобальта тетрааминового и диэтилендиаминового рядов были посвящены работы К. В. Чибисова совместно с В. С. Чельцовым и А. А. Михайловой. Было установлено, что при пропускании CO2 через раствор диаквасоли устанавливается равновесие между диаквасолью и образующимся карбонатопроизводным, но при создании щелочной среды реакция идёт до конца. При действии свободной кислоты на карбонатосоль происходит вытеснение из внутренней сферы группы и образование диаквасоля. В области химии комплексных соединений К. В. Чибисовым выполнено несколько пионерских работ, послуживших экспериментальным обоснованием координационной теории Вернера.

### Аэрофотография
Первые исследования К. В. Чибисова, связанные с аэрофотографией, были посвящены поиску путей устранения вредного влияния атмосферной дымки на аэрофотосъёмку. Модельные эксперименты позволили установить перспективность аэрофотосъёмки через соответствующие светофильтры. На основе растворов красителей в желатине были разработаны устойчивые к свету светофильтры.
В аэрофотографии уже на первых порах её развития высокие требования предъявлялись к процессу проявления. Выбор оптимального проявителя в значительной степени определял качество снимка. Многочисленные эксперименты позволили создать оптимальный рецепт широко известного в настоящее время проявителя, получившего название «проявителя Чибисова», и обеспечили широкое применение его не только в аэрофотографии, но и в других направлениях фотографической практики.
Работы по аэрофотографии были продолжены К. В. Чибисовым во время Великой Отечественной войны, главным образом в направлении использования цветоделительных способностей аэрофотоплёнок. В эти годы было положено начало спектрозональному и цветному фотографированию.

### Процессы проявления
Крупным вкладом в теорию и практику процесса проявления явились выполненные К. В. Чибисовым всесторонние исследования свойств проявляющих веществ, рациональной рецептуры, влияния отдельных компонентов, а также разведения и температуры на кинетику проявления. Эти исследования были направлены на определение режимов проявления, обеспечивающих получение определённых значений той или иной характеристики — коэффициента контрастности, или плотности вуали, и допускающих автоматизацию проявления.
Обобщение полученных результатов было выполнено К. В. Чибисовым в монографии «Теория фотографических процессов. Т. 1. Количественный фотографический метод» (1935). Монография посвящена феноменологической стороне фотографического процесса. В ней рассмотрены проблемы денситометрии, законов почернения и законов проявления. В этих работах, кроме К. В. Чибисова, принимали участие В. С. Чельцов, А. А. Михайлова и М. В. Крашенинникова. В дальнейшем это исследование было продолжено В. И. Шеберстовым.
Для выяснения локализации проявления в индивидуальных микрокристаллах К. В. были выполнены микрофотографическое и микрокинематическое исследования этого процесса (последнее совместно с Е. Р. Гоппе). Впервые установлены некоторые особенности проявления: закономерность локализации центров проявления, образование в дальнейшем серебряных «протуберанцев», а также автокаталитический механизм проявления. Эти результаты легли в основу фильма-доклада, представленного на VIII Международный конгресс по научной и прикладной фотографии (Дрезден, 1931 г.).

### История фотографии и популяризация науки
В своей программной статье «О кафедрах научной фотографии и кинематографии», опубликованной в 1954 году, К. В. ратует за внедрение учебной и научной кинематографии в работу высшей школы, он пишет о необходимости «…обеспечить подготовку в Ленинградском институте киноинженеров специалистов по фотокинотехнике», организовать «…в нескольких учебных заведениях аспирантуру по научной фотографии и кинематографии для подготовки научных руководителей кафедрами и лабораториями», а также о необходимости создать «…в системе Академии наук СССР журнал по научной фотографии и кинематографии, о чём ставился вопрос перед Редакционно—издательским советом Академии наук СССР». В аналогичных публикациях о кинофикации учебного процесса в высшей школе он приводит в качестве примера соработничества кафедр Московского университета с возглавляемой им кафедрой по подбору и монтажу кинофильмов для учебного процесса в области изучения этнографии (фильм «Жилище кумыков»), истории (фильм «Раскопки древнего Новгорода»), гляциологии (фильм «Образование внутри — водного льда»), психологии (фильм «Развитие функции руки в раннем онтогенезе») и физиологии (фильм «Изучение высшей нервной деятельности методом звуковых воздействий»), а также других областей гуманитарного и естественнонаучного знания. Крупным вкладом в изучение истории фотографии явилась выпущенная в преддверии 150-летия изобретения фотографии книга К. В. Чибисова «Очерки по истории фотографии» (М.,1987), в которой учёным подведён итог своей работе по изучению истории фотографии, в монографии указаны даты наиболее важных открытий в области фотографии и кинотехники, обозначены хронологические границы различных периодов её развития, названы имена крупнейших учёных и практиков, внесших свою лепту в дело прогресса гениального изобретения человечества. В книге рассмотрена история популяризации этой отрасли знания, посредством периодических изданий, публикующихся как в пределах нашей страны, так и за её рубежами, а также о формах международного диалога учёных и инженеров в области научной и прикладной фотографии. Освещена в книге и взаимосвязь между фотографической наукой и промышленностью, а именно деятельность фотографических лабораторий фирм-производителей фотографических материалов и высших учебных заведений, например Институт научной фотографии Дрезденского технического университета, Фотографический институт Высшего технического училища в Цюрихе, Фотографический институт Технического Университета в Мюнхене и ряд институтов физической химии и прикладной физики в других странах.
Как бы подытоживая К. В. Чибисов так пишет о своей деятельности в науке: 

Приведённый ретроспективный обзор сложного исторического пути фотографии невольно вызывает воспоминания собственного участия в этой интереснейшей области человеческих знаний. Начало моего увлечения фотографией относится к 1910 году, со времени которого постепенно, на протяжении 75 лет мной пройден практически весь её исторический путь. но, естественно, в весьма сжатой и своеобразной последовательности… Краткий обзор — очерк моего участия в общем ходе мировой истории фотографии показывает, что моя основная научная деятельность была посвящена именно этой области знания. Однако не могу умолчать о некоторых отклонениях от этого вполне целеустремленного пути. Правда последние являлись, скорее кратковременными увлечениями. Сюда относятся занятия по ботанике, энтомологии, элементарной химии, а позднее стереохимии, возникал даже интерес к авиации. Тем не менее фотография — её научные и прикладные проблемы — составила содержание всей моей творческой деятельности, и я должен сказать, что вспоминаю пройденный жизненный путь с сознанием выполненного долга. Чибисов К. В. Очерки по истории фотографии / Вступ. ст. В. И. Шеберстова. — М.: Искусство, 1987, с.214 — 215.

## Основные труды
По химии фотографических эмульсий.
- Химия фотографических эмульсий. — М.: Наука, 1975. — 342 c.
- Природа фотографической чувствительности. М.: Наука, 1980. — 403 с.
- Общая фотография: (Фотографические процессы регистрации информации) — М.: Искусство, 1984. — 446 с.

По процессам проявления
- О проявителях и проявлении: 5. Кинематографическое исследование процесса проявления. — Фотограф, 1929. № 8, с. 237—242, № 9/10, с. 258—262. Совместно с Е. Р. Гоппе.
- Chemie der Entwickler und der Entwicklung: 4 Microkinematographische Untersuchung des Entwicklungsvorganges. — Kinotechnik, 1929, Jg.12. H.5. S. 131—136. In Gemeinschaft mit E.R.Hoppe.
- Microkinematographische Untersuchung des Entwicklungsvoranges. — In: Bericht über den VIII Internationalen Kongress für wissenschaftliche und angewandte Photographie. 1931, Dresden. Leipzig, 1932, S. 189—192. In Gemeinschaft mit E.R.Hoppe
- Исследование процесса проявления. Работы эмульсионной и коллоидной лабораторий. М., 1932 с. 144—181. Совместно с В.Чельцовым, М.Крашенинниковой и А.Михайловой.
- Исследование вуалеобразования. — Кинофотохимическая промышленность, 1940 № 6, с. 24—32. Совместно с А. А. Михайловой.

По аэрофотографии
- Проблема цветного аэрофотографирования. — Вестник АН СССР, 1947, № 4, с.102-103.

По химии комплексных соединений
- Исследование комплексных соединений спектрофотометрическим методом и применение этого метода к анализу. — Труды Всесоюзного научно-исследовательского института химических реактивов, Вып.4 М.: Издательство НТО ВСНХ, 1927. — 80 с., с. 32—50. Совместно с А.Успенским.
- О реакциях замещения во внутренней сфере комплексных соединений группами двойной координационной ёмкости. — В кн.: Комплексные соединения. М.; Л., 1933, с. 121—142. Совместно с В.Чельцовым и А.Михайловой.
- Спектры поглощения кобальтороданистоводородного калия в водном растворе и в органических растворителях. Труды Военной ордена Ленина академии бронетанковых и механизированных войск Красной Армии имени И. В. Сталина, 1945, сб.8/9, с.46—67. Совместно с А. Е. Успенским.
- К вопросу о спектрофотометрическом и колориметрическом определении кобальта реакцией с роданистым калием. Там же. с.68—71. — Совместно с А. Е. Успенским.

По учебному кино и роли фотографии в науке
- Кино служит науке: [О кинофикации нового здания Московского университета]. — «Советское искусство», 1952 7 мая. Совместно с А. Н. Тягаем[62]
- Верный помощник педагога: Об учебном кино. — Советская культура, 1954, 25 марта. Совместно с И.Якушкиным и С.Архангельским.
- О кафедрах научной фотографии и кинематографии. — Вестник АН СССР, 1954, № 8 с.74-76.

По истории кино и фотографии
- Сто лет фотографии. — Кинофотохимическая промышленность, 1939, № 1, с. 5.
- Рец.: Документы по истории изобретения фотографии. (Переписка Ж. Н. Ниепса, Ж. М. Дагерра и других лиц.) Труды Архива АН СССР. Вып. 7. Ред. и вводная статья члена-корр. АН СССР Т. П. Кравеца. М.; Л.: Издательство АН СССР, 1949 г. — 512 с.[63] — «Журнал научной и прикладной фотографии и кинематографии», 1956, Т. 1, Вып. 4, с. 317—318.
- 125 лет фотографии. — «Журнал научной и прикладной фотографии и кинематографии». 1964 Т. 9, Вып. 1, с. 3—6.
- 50 лет советской фотографической науки. — «Советское фото», 1967, № 11, с. 35—36.
- К вопросу о приоритете изобретения фотографии. — «Журнал научной и прикладной фотографии и кинематографии», 1969, Т. 14, Вып. 6, с. 462—464.
- Советская фотографическая наука. — «Журнал научной и прикладной фотографии и кинематографии», 1970, Т. 15, Вып. 2, с. 85—119. Совместно с В. И. Шеберстовым.
- Семьдесят лет советской фотографической науки. Исследования теории и технологии фотографических процессов. — «Журнал научной и прикладной фотографии и кинематографии», 1987, Т.32, Вып.5, с. 321—340.
- Памяти члена-корреспондента АН СССР А. И. Рабиновича. — «Журнал научной и прикладной фотографии и кинематографии», 1987, Т. 32, Вып.5, с. 396—399
- Очерки по истории фотографии / К. В. Чибисов; ред. Н. Н. Жердецкая, вступ. ст. В. И. Шеберстова. — М. : Искусство, 1987. — 254 с.[64]

## Награды и звания
| Год  | Награда                          | Обоснование                                                                                                  | Примечания                                        |
| ---- | -------------------------------- | --- | ------------------------------------------------- |
| 1935 | Орден Трудового Красного Знамени | За особые заслуги в области создания и развития кинематографии, в связи с её 15-летием                       | № 555 Указ ЦИК СССР от 11.01.1935 г.              |
| 1944 | Орден Красной Звезды             | За долголетнюю и безупречную службу в рядах РККА                                                             | № 921662 Указ ПВС СССР от 03.11.1944 г. №821/605. |
| 1948 | Орден Трудового Красного Знамени | За достигнутые успехи в деле развития и усовершенствования цветной кинематографии                            | №70840 Указ ПВС СССР от 15.09.1948 г.             |
| 1950 | Орден Трудового Красного Знамени | За выдающиеся заслуги в развитии советской кинематографии, в связи с её 30-летием                            | № 125001 Указ ПВС СССР от 06.03.1950 г.           |
| 1953 | Орден Ленина                     | За выслугу лет и безупречную работу                                                                          | № 259666 Указ ПВС СССР от 19.09.1953 г.           |
| 1957 | Орден Трудового Красного Знамени | За заслуги в научно-педагогической деятельности и в связи с 60-летием со дня рождения                        | № 324544 Указ ПВС СССР от 26.03.1957 г.           |
| 1967 | Орден Ленина                     | За заслуги в развитии химической науки в области фотографии и подготовке кадров и в связи с семидесятилетием | № 382255 Указ ПВС СССР от 01.03.1967 г.           |
| 1975 | Орден Трудового Красного Знамени | За заслуги в развитии советской науки и в связи с 250-летием АН СССР                                         | № 762660 Указ ПВС СССР от 17.09.1975 г.           |

Награждён такими медалями, как: медаль «За победу над Германией в Великой Отечественной войне 1941—1945 гг.», медаль «За доблестный труд в Великой Отечественной войне 1941—1945 гг.» и 8 юбилейными, а также нагрудными знаками «Отличник химической промышленности СССР» (1965, 1972). Также ему присвоены золотая медаль Льежского университета (Льеж, Бельгия, 1959) и медаль «Прогресс» Королевского фотографического общества Великобритании (Эта медаль, учрежденная в 1878 г., присуждается за научные исследования или изобретения, которые дали существенный вклад в развитие фотографии. Советскому ученому «Медаль прогресса» была присуждена впервые в 1968, а в 1987 году этой медали удостоен академик РАН Ю. Н. Денисюк). За исследования природы светочувствительности и механизма процессов, протекающих при синтезе фотографических эмульсий, изложенные в журнале «Труды НИКФИ» в 1948 году, К. В. Чибисову в 1950 году была присуждена Сталинская премия II степени в области науки и изобретательства за 1949 год в размере 100 000 рублей В 1977 году представлен к награждению орденом Октябрьской Революции «за выдающиеся успехи в области химии процессов регистрации информации на светочувствительных материалах и в связи с 80-летием со дня рождения», а в 1987 году «за заслуги в развитии химической науки, подготовке научных кадров и в связи с девяностолетием со дня рождения» представлен к награждению орденом Дружбы народов. За выдающиеся заслуги в области химических наук К. В. Чибисову присвоено почётное звание Заслуженный деятель науки и техники РСФСР.

### Военные награды
- Награждён грамотой и золотыми часами с надписью «Стойкому защитнику пролетарской революции. От имени Реввоенсовета СССР» в ознаменование 10-летия РККА[75];
- 1944 — награждён орденом Красной Звезды «за безупречную службу в рядах РККА»;
- В 1948, 1968, 1979, 1988 годах — награждён юбилейными медалями:
  - «30 лет Советской Армии и Флота»,
  - «50 лет Вооружённых Сил СССР»,
  - «60 лет Вооружённых Сил СССР»,
  - «70 лет Вооружённых Сил СССР».

## Общественное признание
В 1998 году Международным комитетом по научной фотографии (ICPS) были утверждены 2 международных премии, присуждаемые раз в четыре года за работы в области научной фотографии и смежных с ней дисциплин. Одна премия носит имя первого президента ICPS профессора В.Берга и присуждается учёным, результаты деятельности которых составляют не только выдающиеся исследования, но и послужили основой для международной научной интеграции. Другая премия носит имя почётного президента ICPS профессора К. В. Чибисова и присуждается за выдающиеся работы в области галогенсеребряной фотографии и связанных с ней фотохимических процессов..